# Neikais
Neikais (Alternativschreibweise Neikaios, altgriechisch Νεικαις bzw. altgriechisch Νεικαιος) war ein antiker Glasproduzent oder eine Glasproduzentin in römischer Zeit.
Neikais war wahrscheinlich Inhaberin eine Glashütte, in der formgeblasenes Glas hergestellt wurde. Sollte der Name zu Neikaios ergänzt werden müssen, würde es sich um einen Mann handeln. Wenn in den erhaltenen Inschriften die Schreibweise des Namens korrekt ist, war die Person weiblich. Wie auch die anderen Glasproduzenten Meges und Jason produzierte sie in seiner Glashütte in der Tradition der noch fähigeren Meister Ennion und Aristeas. Das Signieren der Werke hat Neikais wahrscheinlich von Ennion übernommen.
Obwohl die Fundumstände der meisten Stücke kaum gesichert sind – von den ganz erhaltenen Gefäßen ist nicht eines sicher einem Fundort zuweisbar –, kann man davon ausgehen, dass die Hütte im syrisch-palästinensischen Raum anzusiedeln ist und die Produktionszeit in die mittleren Jahrzehnte des ersten Jahrhunderts zu datieren ist. Die Fundstücke weisen die für den Raum typische grün-gelbliche Tönung sowie die typische Verwitterungsschicht auf. Als Datierungshilfe dienen die in Glasqualität, Verwitterung und Art der Inschriften ähnlichen Glückwunsch- und Siegesbecher, die zum Teil aus gesicherten Fundzusammenhängen stammen.
Von Neikais – ihre Werke laufen unter Hardern-Gruppe D – sind bisher fünf signierte Becher bzw. Becherfragmente publiziert. Sie signierte mit der Inschrift ΝΕΙΚΑΙϹ ΕΠΟΗϹΕΝ ΜΝΗϹΘΗ Ο ΑΓΟΡΑϹΑϹ NEIKAIS EPOESEN MNESTHE HO AGORASAS, deutsch ‚Naikais machte es – Gedenke des Käufers‘. Die Becher wurden alle im Osten des ehemaligen römischen Reiches gefunden. Aus einem gesicherten Fundzusammenhang stammt jedoch nur eine in Masada gefundene Scherbe, die durch den Massenselbstmord der Zeloten im Jahr 73 oder 74 auch eine Datierung ante quem sichert.
- Becher, Corning, Corning Museum of Glass Inv. 70.1.8.[1]
- Becher, Fundort Masada
- Becher, New York, Metropolitan Museum of Art Inv. X.21.186[2]
- Becher, Tel Aviv, Eretz Israel Museum
- Becher, Toledo (Ohio), Toledo Museum of Art Inv. 1930.5[3]

Der Status des Neikais ist unklar. Wahrscheinlich handelt es sich um den Besitzer beziehungsweise die Besitzerin der Hütte, in der die erhaltenen Stücke entstanden. Wenn es ein Mann war, ist es wahrscheinlich, dass er auch aktiv in der Produktion mitarbeitete. Eine Frau in der aktiven Glasbläserei wäre dagegen eher unwahrscheinlich, wenn auch nicht unmöglich, wie Beispiele in Italien zeigen.